# Европейский национальный фронт
Европейский Национальный Фронт — политический альянс националистических партий Европы. Основателем ЕНФ был бывший депутат Европарламента и лидер итальянской партии Новая Сила, Роберто Фиоре. Три партии Европейского Национального Фронта состоят в Альянсе за Мир и Свободу.

## Структура
Европейский Национальный фронт возглавляет Генеральный секретарь, избираемый в ассамблее ЕНФ. Генеральным секретарём был Роберто Фиоре. Пополнение может произойти путем кооптации. Генеральный секретарь представляет собой фронт вне, и обрабатывает заявки на членство ЕНФ. Ассамблея состоит из участников движений, входящих в ЕНФ и также члены политического совета. В ЕНФ есть координационный Центр занимающийся выполнением  задач ЕНФ. Он собирает информацию и пропаганду, и координирует деятельность ЕНФ.
Юридическое зарегистрированные политические партии/движения, признающие принципы, цели и структуру ЕНФ может претендовать на членство. Присоединение к ЕНФ должно осуществляться представителями заявителя и подтверждается полит-советом.

## Участники

### Партии-участники
| Страны   | Партии                                   |
| -------- | ---------------------------------------- |
| Франция  | Французское возрождение                  |
| Германия | Национал-демократическая партия Германии |
| Греция   | Золотая заря                             |
| Италия   | Новая сила                               |
| Польша   | Национальное возрождение Польши          |
| Румыния  | Новые правые                             |
| Испания  | La Falange                               |

### Присоединённые партии
| Страны     | Партии                           |
| ---------- | -------------------------------- |
| Болгария   | Болгарский Национальный Альянс   |
| Португалия | Партия Национального Возрождения |

### Бывшие участники
| Страна     | Партия                                                               |
| ---------- | -------------------------------------------------------------------- |
| Греция     | Патриотический альянс (партия распущена)                             |
| Нидерланды | Национальный альянс (партия распущена)                               |
| Украина    | Свобода (Партия вступила в Альянс европейских национальных движений) |